# Le Prix de la vengeance (film)
Pour l’article homonyme, voir Le Prix de la vengeance.
Pour plus de détails, voir Fiche technique et Distribution.
Le Prix de la vengeance ou Armés de vengeance au Québec (God Is a Bullet) est un film américain réalisé par Nick Cassavetes, sorti en 2023. Il s'agit d'une adaptation du roman du même nom de Boston Teran publié en 1999.

## Synopsis
Le détective Bob Hightower voit son ex-femme se faire assassiner alors que leur fille adolescente est kidnappée par une secte satanique. Celle-ci est dirigée par un dénommé Cyrus. Bob va alors infiltrer l'organisation secrète avec l'aide d'une femme qui a réussi à en sortir, Case Hardin. Hightower et la jeune femme font équipe avec « The Ferryman ». Bob va tenter de sauver la fille et venger sa femme.

## Fiche technique
Sauf indication contraire, les informations mentionnées dans cette section peuvent être confirmées par la base de données cinématographiques IMDb,  présente dans la section « Liens externes ».
- Titre original : God Is a Bullet
- Réalisation : Nick Cassavetes
- Scénario : Nick Cassavetes, d'après le roman God Is a Bullet de Boston Teran
- Musique : Aaron Zigman
- Décors : Carla Viancini
- Costumes : Erika Del Toro
- Photographie : Kenji Katori
- Montage : Bella Erikson
- Production : Donald V. Allen et Michael Mendelsohn

Coproducteur : Kim H. Winther
Producteur délégué : Paul Johansson, Sidney Kimmel, Chuck Pacheco, Natalie Perrotta, Jim Steele
- Sociétés de production : Patriot Pictures, XYZ Films et Itaca Films
- Société de distribution : Wayward Entertainment (États-Unis)
- Budget : n/a
- Pays de production :  États-Unis
- Langue originale : anglais
- Format : couleur
- Genre : thriller, drame, crime, action
- Durée : 156 minutes
- Dates de sortie[3] :
  - États-Unis : 23 juin 2023 (sortie limitée en salles)
  - États-Unis, Canada : 11 juillet 2023 (vidéo à la demande)
  - France : 27 janvier 2024 (sortie en DVD)[4]
- Classification[5] :
  - États-Unis : 18+

## Distribution
- Nikolaj Coster-Waldau (VFB : Franck Dacquin ; VQ : Fred-Éric Salvail) : Bob Hightower
- Maika Monroe (VFB : Sophie Pyronnet ; VQ : Célia Gouin-Arsenault) : Case Hardin
- Jamie Foxx (VFB : Karim Barras ; VQ : Pierre Auger) : The Ferryman
- Karl Glusman (VFB : Philippe Allard ; VQ : Maël Davan-Soulas) : Cyrus
- Ethan Suplee: Gutter
- Garrett Wareing : Wood
- Brendan Sexton III : Granny Boy
- Jonathan Tucker (VFB : Marc Weiss ; VQ : Hugolin Chevrette-Landesque) : Errol Grey
- David Thornton : Arthur Naci, le beau-père de Bob
- Paul Johansson (VFB : Jean-Michel Vovk) : le sergent John Lee Bacon
- January Jones : Maureen Bacon (scènes coupées dans la version de 2h distribuée en Europe)[6]
- Chloe Guy : Gabi Hightower, la fille de Bob
- Lindsay Hanzl : Sara Hightower, la femme de Bob

Source : version française (VFB) d'après le carton de doublage ; version québécoise (VQ) sur Doublage.qc.ca.

## Production
Le tournage se déroule au Mexique, notamment à Mexico, de mai à août 2021,.

## Sortie et accueil

### Dates de sortie
Le film sort dans les salles américaines le 23 juin 2023 puis en vidéo à la demande dès le 11 juillet. C'est la première fois qu'un film distribué par Wayward Entertainment sort en salles.

### Critique
Sur l’agrégateur de critiques Rotten Tomatoes, il obtient 22% d'avis favorables pour 36 critiques et une note moyenne de 4,2⁄10. Sur Metacritic, qui utilise une moyenne pondérée, le film obtient une note de 31⁄100 pour 9 critiques.
Dennis Harvey du magazine Variety écrit une critique globalement négatif : « Ces 156 minutes [...] ne sont pas vraiment ennuyeuses. Mais ils sont plutôt ridicules, sans être très amusants. » Luke Y. Thompson du site The A.V. Club lui donne la note de D+ et pointe du doigt la durée du film : « Réduisez God Is A Bullet à 90 minutes serrées, et cela pourrait au moins offrir systématiquement les sensations fortes bon marché et le coup de pied nihiliste qu'il n'obtient qu'occasionnellement. » Ross McIndoe du site Slant Magazine lui attribue le note d'une étoile et demie sur 5 et regrette que « le film ne s'intéresse guère à ce qu'il y a à l'intérieur de ses personnages. » Frank Scheck de The Hollywood Reporter est lui aussi négatif envers le film dont il dit qu'il « se tire lui-même une balle dans le pied. »